# Tarany
Tarany is een plaats (község) en gemeente in het Hongaarse comitaat Somogy. Tarany telt 1273 inwoners (2001).